# Ana Wisi
Ana Wisi (gr. Άννα Βίσση ;ur. 20 grudnia 1957 we wsi Pila k. Larnaki) – grecka piosenkarka i kompozytorka cypryjskiego pochodzenia.
Ma na koncie 30 platynowych płyt (zdobytych w latach 1995-2009), co czyni ją rekordzistką wśród greckich wokalistek pod względem liczby sprzedanych albumów. 

## Życiorys
Jest siostrą Lii Wisi. W wieku 6 lat rozpoczęła naukę w szkole muzycznej. Pierwszą nagrodę w konkursie wokalnym zdobyła w 1969, kiedy miała 12 lat. W 1971 po raz pierwszy wystąpiła w telewizji cypryjskiej.
W 1973 przeniosła się z rodziną do Aten, gdzie podjęła naukę w Konserwatorium Narodowym i studia prawnicze na Uniwersytecie Narodowym im. Kapodistriasa. W połowie lat 70., kiedy upadła dyktatura czarnych pułkowników i przywrócono swobody demokratyczne w Grecji, dołączyła do grona najpopularniejszych piosenkarek występujących w nocnych klubach w dzielnicy Plaka. Śpiewała tam razem z Wasilisem Papakonstandinu oraz Jorgosem Dalarasem i Charis Aleksiu, z którymi w 1977 zagrała koncert w Londynie. Współpracowała także z czołówką greckich kompozytorów, w tym m.in. z Mikisem Teodorakisem i Nikosem Karwelasem, z którym nagrała swe pierwsze bestsellerowe albumy: Kati simweni (Κάτι Συμβαίνει) i I epomeni kinisi (Η Επόμενη Кίνηση).
Na początku lat 90. zadebiutowała na scenie operowej, grając w pierwszej greckiej rock-operze Demony. Następnie odegrała rolę Afrodyty w operze Stawrosa Siderasa Oda do Bogów. W 2002 zagrała główną rolę w musicalu Mala – I musiki tu anemu, opowiadającym o miłości Mali Zimetbaum i Edwarda Galińskiego, dwojga więźniów KL Auschwitz.
W 1980 wraz z zespołem The Epikuri reprezentowała Grecję w finale 25. Konkursu Piosenki Eurowizji. Z piosenką „Autostop” zajęli 13. miejsce. W 1982 solowo reprezentowała Cypr z piosenką „Mono i agapi” podczas finału 27. konkursu. Zajęła piąte miejsce. W 2004 wyraziła chęć występu dla Grecji podczas 50. Konkursu Piosenki Eurowizji. Do konkursu przystąpiła w 2006, reprezentując gospodarzy 51. Konkursu Piosenki Eurowizji z utworem „Everything”, z którym zajęła dziewiąte miejsce. Zapisała się wówczas do historii konkursu jako artystka, która powróciła na konkurs po rekordowej liczbie 24 lat.

## Życie prywatne
W 1983 poślubiła kompozytora Nikosa Karwelasa, z którym jest rozwiedziona. Mają córkę Sofię.

## Dyskografia

### Albumy greckojęzyczne
- 1977: As kanume apopse mian arhi
- 1979: Kitrino galazio – 2x platyna
- 1980: Nai – platyna
- 1982: Ana Wisi – platyna
- 1982: Eimai to simera kai eisai to htes
- 1984: Na 'hes kardia – złoto
- 1985: Kati simweni – złoto
- 1986: I epomeni kinisi – 2x platyna
- 1988: Tora – złoto
- 1988: Empnefsi! – złoto
- 1989: Fotia – platyna
- 1990: Eimai – Gold
- 1992: Emeis – złoto
- 1992: Lambo – platyna
- 1994: Re! – złoto
- 1995: O! Kypros – platyna
- 1996: Klima tropiko – 3x platyna
- 1997: Trawma – 3x platyna
- 1998: Antidoto – 3x platyna
- 2000: Krawgi – 7x platyna
- 2000: Everything I Am – złoto
- 2002: X – 2x platyna
- 2003: Paraksenes eikones – 2x platyna
- 2005: Nylon – platyna
- 2008: Apagorewmeno – 2x platyna
- 2010: Agapi einai esi
- 2019: Iliotropia

### DVD koncertowe
- 2001: Anna Vissi: The Video Collection – Gold
- 2005: Anna Vissi Live – Gold

### Single
- 1997: Forgive Me This
- 2000: Agapi jperwoliki – 4х platyna
- 2000: Everything I Am – platyna
- 2004: Remixes 2004 – złoto
- 2005: Call Me – złoto
- 2006: Everything – złoto